# Hyatt
Hyatt Hotels Corporation (срп. Хајат хотелс корпорејшон) опште познат као Hyatt Hotels & Resorts је међународна холдинг компанија са седиштем у Чикагу, Илиноис. Главну делатност овог предузећа је угоститељство у виду неколико хотелских брендова, док се мањим делом компанија бави и инвестиционим бизнисом. Хајат је основан 27. септембра 1957. године. Седиште корпорације се од 2006. године налази у Хајат центру.
Hyatt има више од 1.350 хотела и all-inclusive објеката у 69 земаља на шест континената.

## Историјат
Први Hyatt House отворили су 1954. године предузетници Роберт фон Ден (1904—1973) и Џек Дајер Крауч (1915—1990) као мотел у близини међународног аеродрома у Лос Анђелесу. Хотел је 27.09.1957. године купио предузетник Џеј Прицкер за 2.200.000 долара. Његов млађи брат Доналд Прицкер такође је преузео важну улогу у компанији. Десет година касније отворен је Хајат Риџенси Атланта, што је учврстило место компаније у хотелској индустрији. Такође, хотел се истакао као лидер у иновативном дизајну кроз увођење архитектонског потписа — атријума. Први хотел ван Америке отворен је 1969. године, у Хонг Конгу, чиме је компанија кренула да се шири. Hyatt Global тренутно води преко 900 хотела у 60 земаља широм света. Седиште корпоративне канцеларије налази се у Чикагу у држави Илиноис, Сједињене Америчке Државе.
Компанија је изашла на тржиште 1962. године као Hyatt Corporation, са две дивизије —  Hyatt House Hotels и Hyatt Chalet Motels.
Hyatt је постао приватна компанија 1979. године, када су Прицкерови купили преостале акције.
Од 30. новембра 2015. године Hyatt је имао преко 627 хотела широм света.

## Hyatt брендови
Објекти са брендом Hyatt традиционално опслужују врхунске или пословне клијенте; његови објекти су били или хотели са пуном услугом или бутик хотели. Hyatt је 1980. године свом портфолију додао брендове Grand Hyatt и Park Hyatt, а 1995. године је ушао на тржиште објеката за одмор представљајући бренд Hyatt Place дизајниран као ограничену понуду услуга за пословне путнике, да би 2006. године Hyatt House био први објекат са одабраном услугом који је првенствено служио путницима са дугорочним боравцима и по повољнијим ценама. Од тада, Hyatt је додао широк спектар других брендова, посебно у сегментима животног стила и одмора.
Hyatt своје брендове категорише у четири категорије: безвременска колекција (која садржи Hyatt класичне брендове), безгранична колекција (брендови стила живота), независна колекција (независне некретнине меког бренда) и инклузивна колекција (all-inclusive хотели). Други бренд,  Hyatt Studios, представљен је у априлу 2023. године као први сегмент смештаја вишег средњег ранга у Америци. Планови предвиђају изградњу 100 хотела  Hyatt Studios почевши од 2023. године и отварање прве локације 2024. године.

### Безвременска колекција
- Гранд Хајат хотели су лако препознатљиви по атрактивним локацијама на раскрсницама важних путева, као места за уживање, дружење и забаву. Специфични су по енергичној атмосфери у лобију, технологији коју поседују, као и спа и фитнес центрима. Гости Гранд Хајат хотела су пословни људи, као и они који уживају у великим светским метрополама.
- Парк Хајат пружа непроцењиво искуство елеганције и луксуза својим одабраним гостима. Смештени су на најбољим локацијама широм света и одабраним дестинацијама за одмор, са идејом да пруже услугу коју краси аутентични регионални карактер. Гости Парк Хајат хотела су пословни људи и они који баш овај Хајат бренд сматрају идеалним местом за свој одмор.
- Хајат риџенси обухвата широк спектар различитих Хајат хотела, омогућавајући врхунску услугу на индивидуалном плану која се пружа сваком госту понаособ, било да су захтеви уобичајени, строго пословног типа или оријентисани на добар и квалитетан одмор. Хотели овог бренда имају од 200 до преко 2000 соба, углавном су смештени у насељеним деловима града или у близини аеродрома. Сви ови хотели имају адекватан број сала за састанке и конференције који је прављен у складу са потребама локалног тржишта и пропорционалан је броју соба у хотелу.
- Хајат Хаус је специфичан по томе што је предвиђен за дуже боравке, који индивидуалним посетиоцима пружа топлу и пријатну добродошлицу. Пружа угодну и модерну услугу где гости могу да завршавају и своје пословне обавезе, где припремају своје оброке и одмарају. Гости имају послужен комплетан доручак, као и организоване друштвене догађаје викендима увече.
- Хајат плејс пружа својим гостима освежавајући, садржајан и угодан боравак са пажљиво одабраном услугом. Дизајниран је за савремени начин живота данашњих пословних људи који обично траје 24/7, Од других хотела се издваја по ’Галерији’ у којој се служе кафа и вино, као и кухињи која је константно на располагању гостима.
- Residence Club је колекција луксузних некретнина на ексклузивним локацијама, са изванредном услугом која ствара стандард изврсности.

### Безгранична колекција
- Андаз одише другачијим, модернијим, освежавајућим стилом протканим модерном архитектуром и уметношћу. Неформално уређен простор дизајниран да пружи инспирацију гостима који у њему бораве, створен је да би пренео ноту ’личног’ сваком госту који га посети.
- Miraval је бренд, глобални лидер у велнесу и спа.
- Centric значи бити у току дешавања и имати све информације, и то је оно што гости могу очекивати од ових хотела. Фокус овог бренда је на следећа три основна елемента: аутентично упознавање са локацијом, једноставност која је детаљно осмишљена и јединствен емпатични приступ у дигиталној ери.

### Независна колекција
- The Unbound Collection  је нов сет искуства од Хајата. Покренут 2016. године, спада у најновији Хајат бренд. Повезује независне хотеле са Хајатовим ресурсима и програмом лојалности. Од историјских драгуља, до упадљивих новоградњи, то су карактеристични луксузни простори који сваки боравак чине изванредним.

### Инклузивна колекција
- Хајат Зилара  је тзв. all-inclusive бренд намењен искључиво одраслима. Госте чекају невероватна искуства, било да траже врхунску релаксацију или време испуњено различитим активностима. Боје логоа овог бренда осликавају префињено и брижно искуство.
- Хајат Зива  je такође all-inclusive бренд. Гости свих узраста могу уживати у неочекиваним открићима, лепоти локалне културе и аутентичним кулинарским специјалитетима. Лого овог бренда осликава забаву и енергију одмора.

## Признања
Магазин Fortune је рангирао Hyatt на 32. место на својој листи „Најбољих америчких компанија за рад“ у 2019. години, да би у 2021. години био рангиран на 16. месту. Кампања за људска права  додељује компанији 100% у индексу једнакости више од десет година, а последњи пут 2020. године.